# Ste-Trinité (Caen)

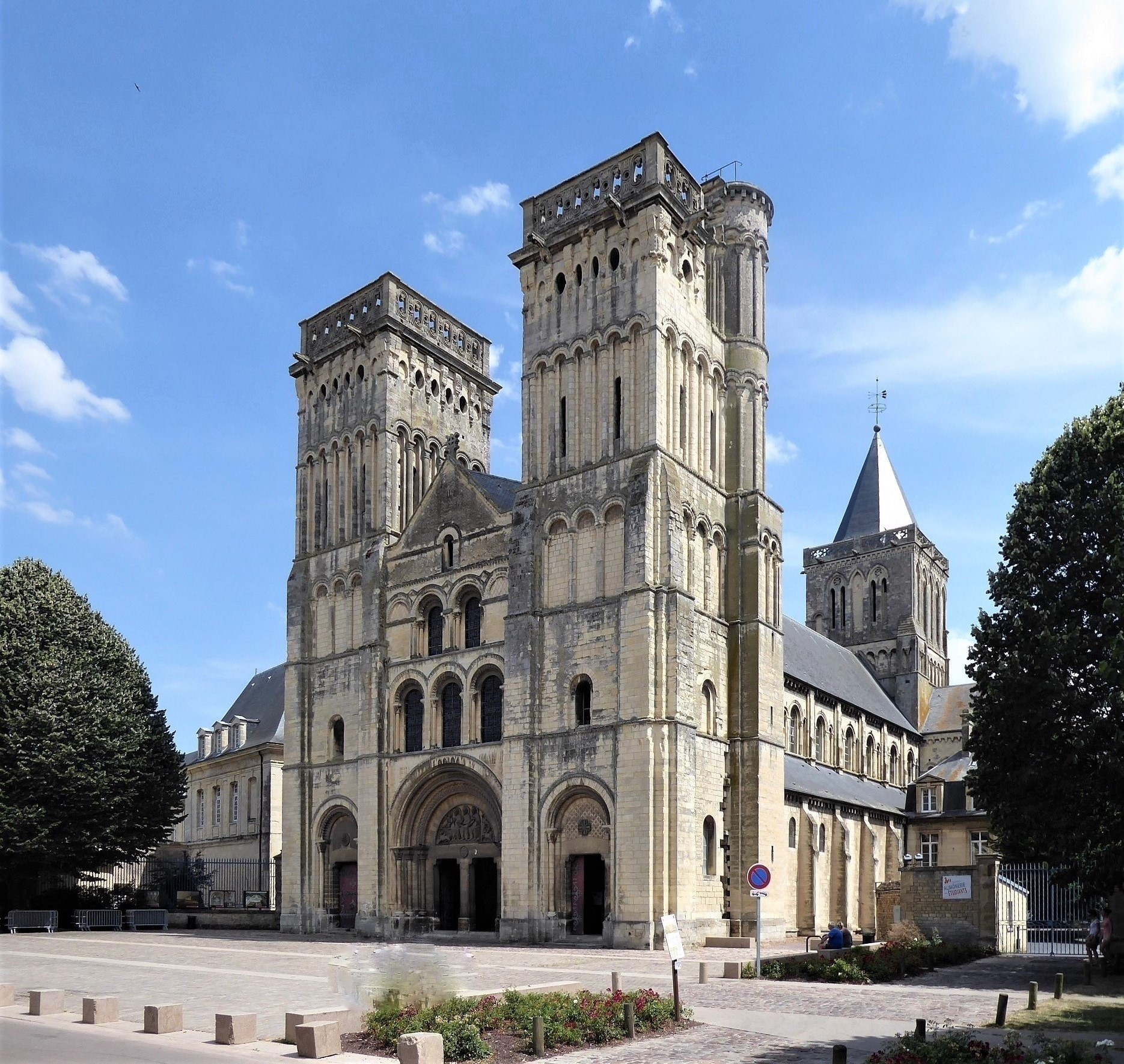
Klosterkirche Ste-Trinité in Caen

Die Klosterkirche Sainte-Trinité ist eine der beiden großen Klosterkirchen in Caen – neben der Kirche St-Étienne der Männerabtei. Die Kirche Ste-Trinité und die zugehörige Benediktinerinnenabtei wurde um 1060 von Mathilde von Flandern, der Ehefrau Wilhelms I., als Frauenkonvent gestiftet und 1066 geweiht.
Beide Kirchen gelten als Vollendungsbauten der Romanik in der Normandie und mit ihren Rippengewölben als Wegbereiter der gotischen Baukunst. Sie sind als Monument historique klassifiziert. Die sechsteiligen Kreuzrippengewölbe von Ste-Trinité verweisen mit ihren weit nach unten vorstehenden mittleren Querrippen auf Probleme der nachträglichen Einwölbung. In eleganterer Form finden sie sich in zahlreichen Kirchen der Frühgotik, auch in Deutschland.

## Geschichte

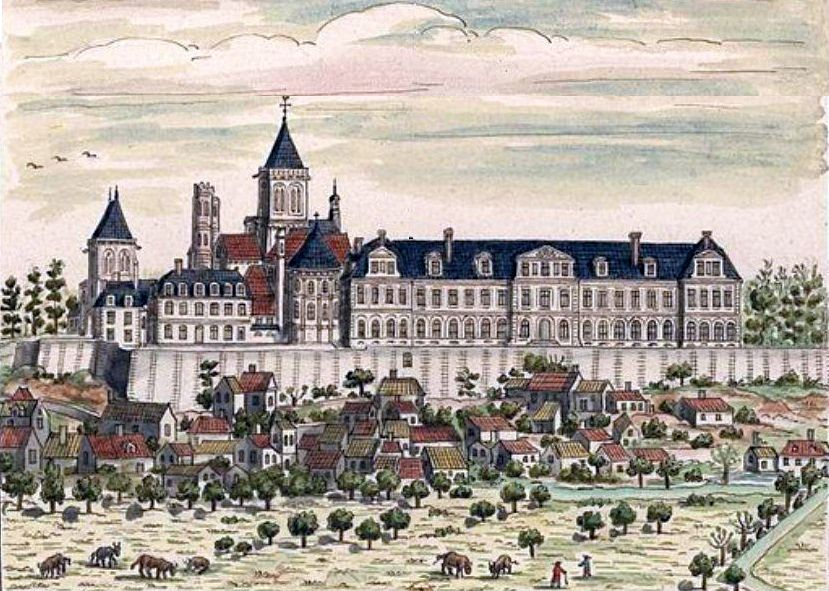
Die Damenabtei (1702)

Die Abbaye aux dames wurde von Königin Mathilde um 1060 gestiftet und 1066 geweiht. Die Frauenabtei entstand zeitgleich mit der von Wilhelm I. um 1060 gestifteten Männerabtei St-Étienne. Grund für beide Stiftungen war die vom Heiligen Stuhl angefochtene Ehe Wilhelms. I und Mathildes. Beide Kirchen dienten aber auch als Memorialstiftungen, denn 1083 wurde Mathilde im Chor der Kirche beigesetzt, 1087 ließ sich Wilhelm I. in St-Étienne bestatten. Die Klosterstiftungen in Caen stehen außerdem am Beginn der zahlreichen Klostergründungen in der unteren Normandie (Basse Normandie), die Wilhelm I. während seiner Herrschaft vorantrieb, um die obere Normandie mit Hauptstadt in Rouen und die untere Normandie mit der Hauptstadt in Caen zu vernetzen. Die Bauarbeiten an Ste-Trinité dauerten aber noch bis etwa 1130 an. Die erste Äbtissin Cécile († 1126) war wahrscheinlich ihre Tochter. Nach der Auflösung des Konvents im Zuge der Französischen Revolution wurde das Klostergebäude bis in die 1980er Jahre zu verschiedenen Zwecken genutzt, u. a. als Krankenhaus. Es war der Sitz des Regionalrats (Conseil régional) der Region Basse-Normandie bis zu ihrer Auflösung 2016. Zu diesem Anlass wurde es rundum renoviert.

## Architektur

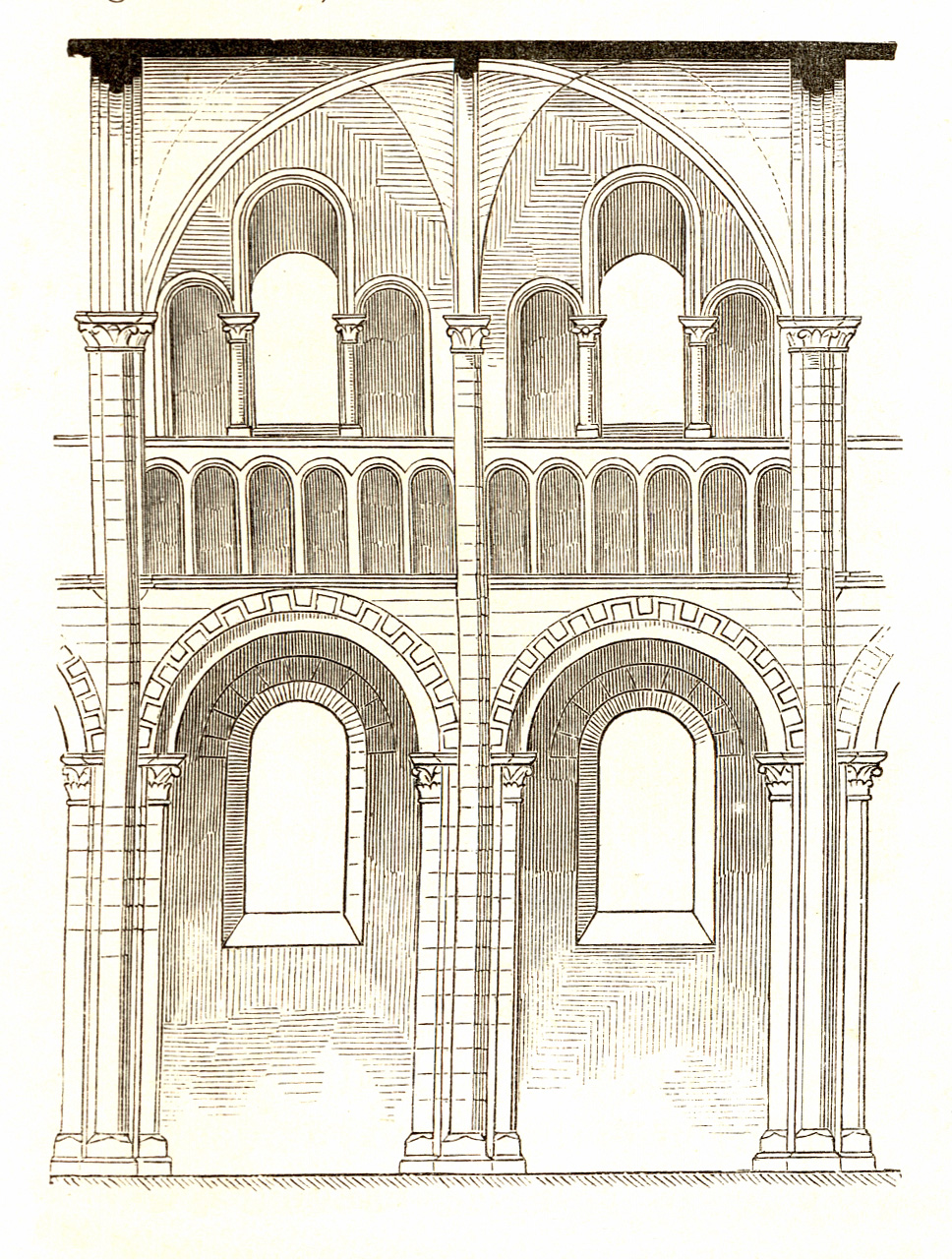
Wandaufriss

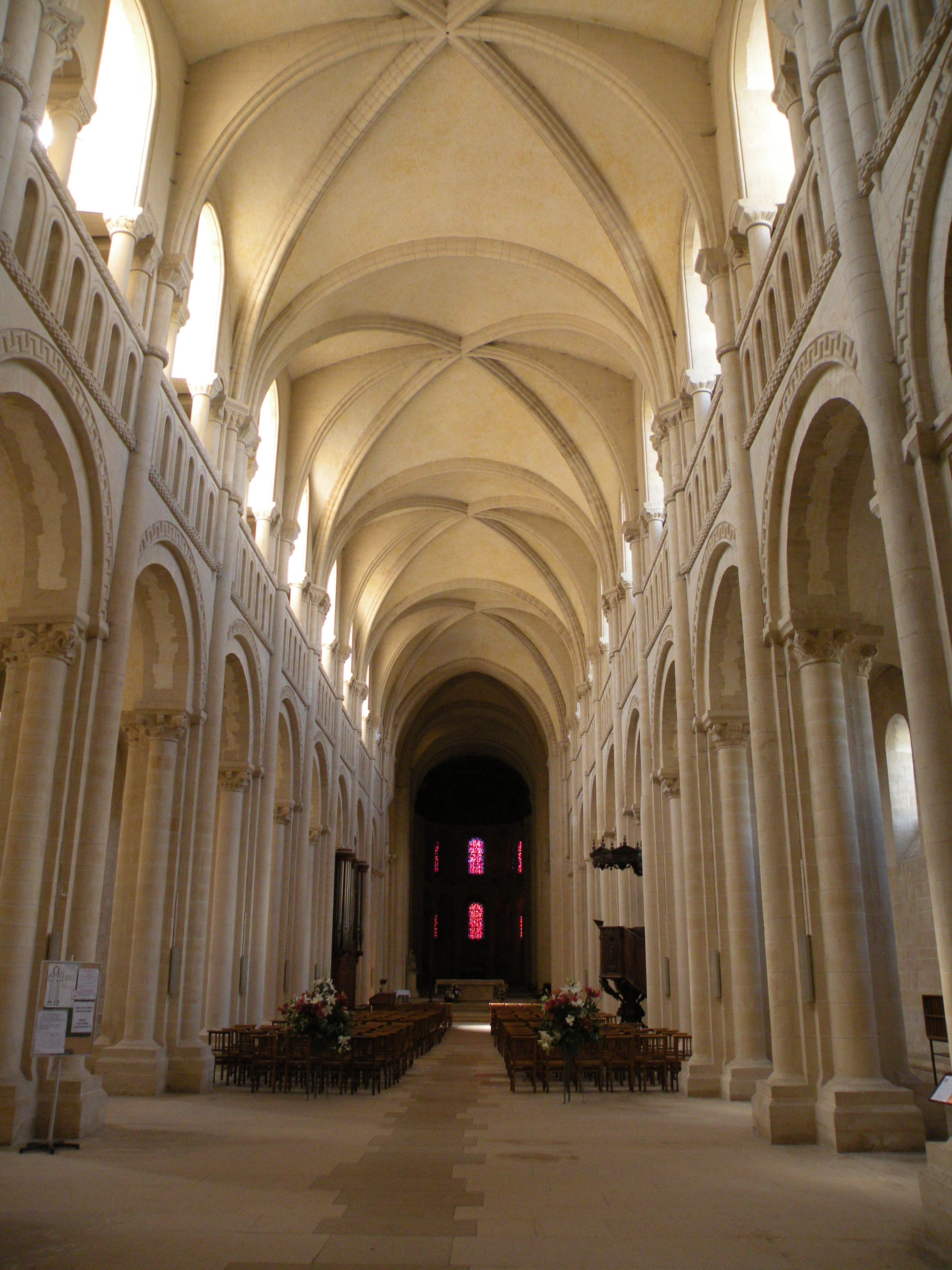
Mittelschiff von Ste-Trinité mit dem typischen sechsteiligen Kreuzrippengewölbe

Architektonische Besonderheit der Kirche sind die sechsteiligen Kreuzrippengewölbe, die um 1130 eingebaut wurden und die flache Holzdecke ersetzten. Das Baumaterial des Klosters, wie das der Abbaye aux Hommes und der Burg von Caen, ist ein lokaler heller Sandstein, der sogenannte „Stein aus Caen“ (Pierre de Caen). Neben den guten statischen Eigenschaften lässt er sich „schnitzen wie Holz“ und erzeugt vor allem eine warme, helle Atmosphäre in den Gebäuden.
Die Türme wurden schon im Mittelalter errichtet, die Fassade darunter ist allerdings erst ein Werk des 19. Jahrhunderts. Die Balustraden wurden den Türmen unter Ludwig XIV. aufgesetzt.

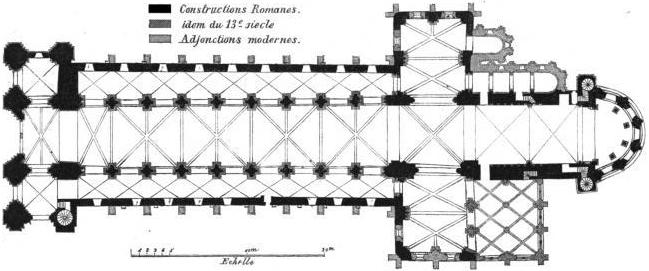
Ursprünglicher Grundriss der Kirche, 11. Jh.
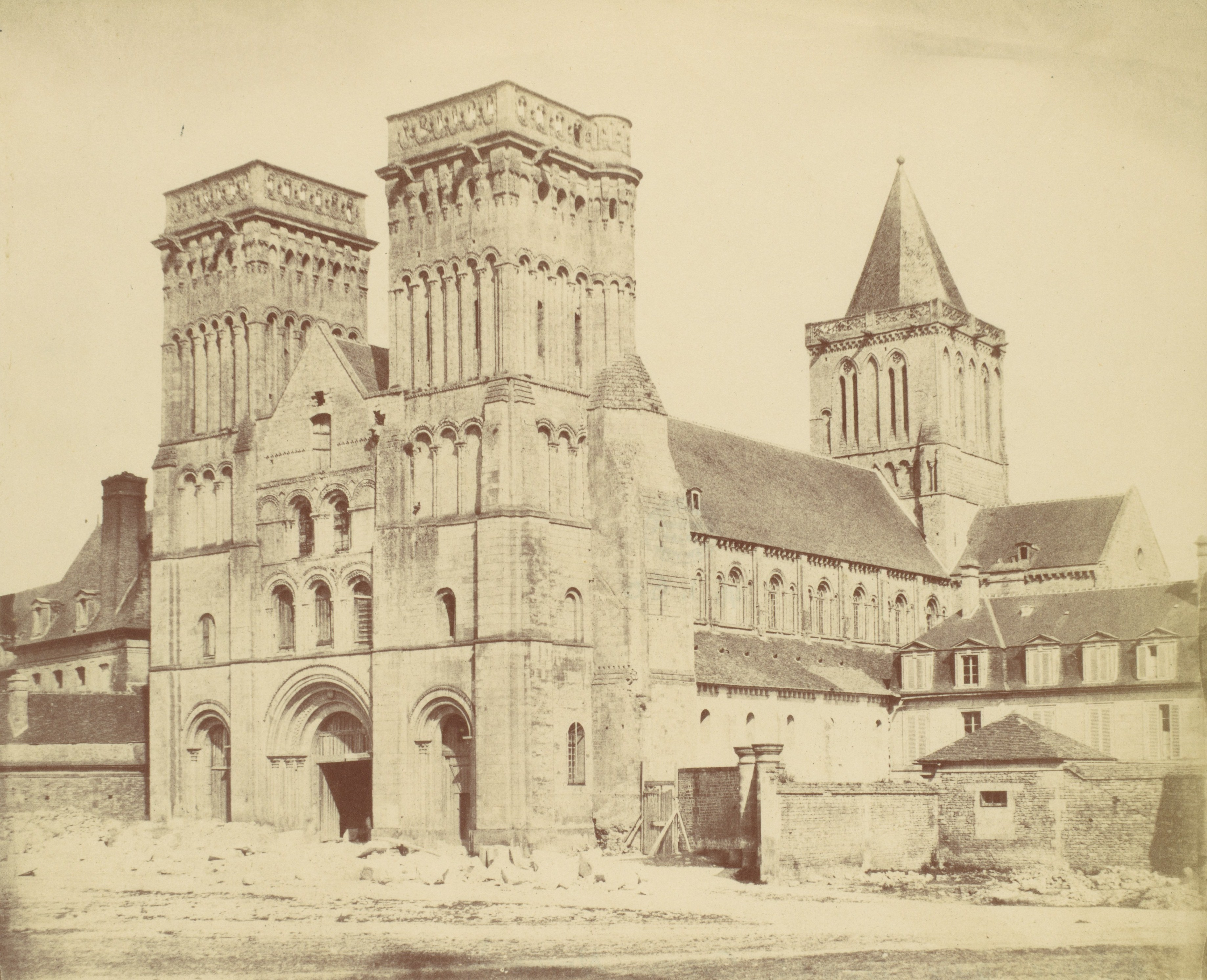
Historische Fotografie (um 1850), Ansicht der Kirche von Südwesten

## Orgel

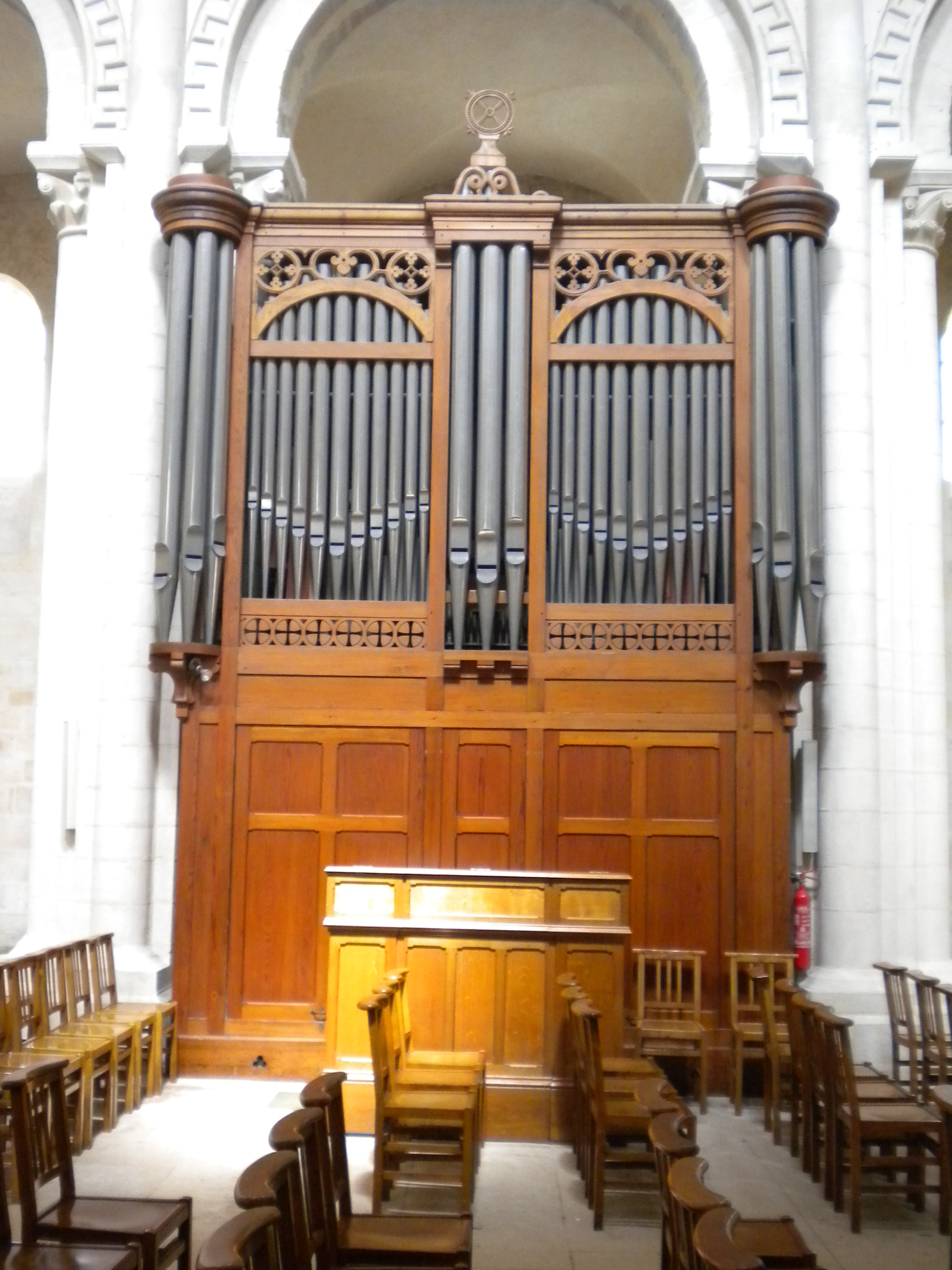
Blick auf die Orgel

Die Orgel wurde 1885 von dem Orgelbauer Aristide Cavaillé-Coll erbaut. Das Schleifladen-Instrument hat 16 Register auf zwei Manualen und Pedal. Die Spiel- und Registertrakturen sind mechanisch.
| I Grand Orgue C– |               |       |
| 1.               | Bourdon       | 16′   |
| 2.               | Montre        | 8′    |
| 3.               | Bourdon       | 8′    |
| 3.               | Salicional    | 8′    |
| 4.               | Prestant      | 4′    |
| 6.               | Quinte        | 2 ⁄3′ |
| 7.               | Doublette     | 2′    |
| 8.               | Plein Jeu III |       |

| II Récit Expressif C– |                  |     |
| 9.                    | Flûte Harmonique | 8′  |
| 10.                   | Viole de Gambe   | 8′  |
| 11.                   | Voix Céleste     | 8′  |
| 12.                   | Flûte Octaviante | 4′  |
| 13.                   | Basson           | 16′ |
| 14.                   | Trompette        | 8′  |
| 15.                   | Basson-Hautbois  | 8′  |
| 16.                   | Clairon          | 4′  |
|                       | Trémolo          |     |

| Pédale C– |                      |     |
|           | Soubasse (= Nr. 1)   | 16′ |
|           | Basse (= Nr. 3)      | 8′  |
|           | Basson (= Nr. 13)    | 16′ |
|           | Trompette (= Nr. 14) | 8′  |

- Koppeln: II/I, I/P, II/P.